# Soldanelle des Alpes
Soldanella alpina
Espèce
Classification phylogénétique
Statut de conservation UICN

 LC  : Préoccupation mineure
La Soldanelle des Alpes (Soldanella alpina) est une espèce de plantes à fleurs de la famille des Primulacées et du genre Soldanella.

## Description
C'est une plante herbacée.
- Forme : tige de 5 à 15 cm de haut.
- Feuilles : coriaces et luisantes, arrondies, situées à la base de la plante.
- Fleurs : en cloche penchée et découpées à moitié en lanières, avec des corolles bleu violacé.
- Floraison : d'avril à août (dès la première fonte des neiges)
- Habitat : dans les suintements de neige fondante de divers milieux (pelouses, pâturages, landes, rocailles, combes à neige, bords de torrents...).
- Altitude : entre 900 et 3 000 m.
- Toxicité : non

## Statut de protection
En France, l'espèce est protégée en Auvergne.

## Galerie photos

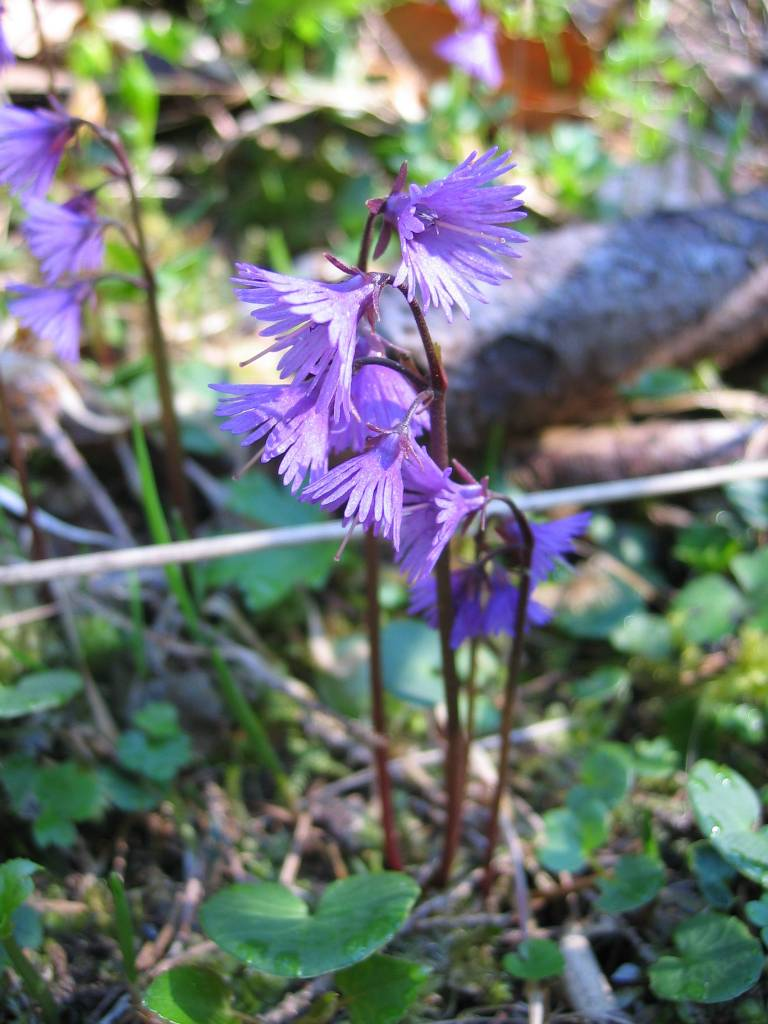
Soldanella alpina dans les environs de Hinterstoder (Haute-Autriche).
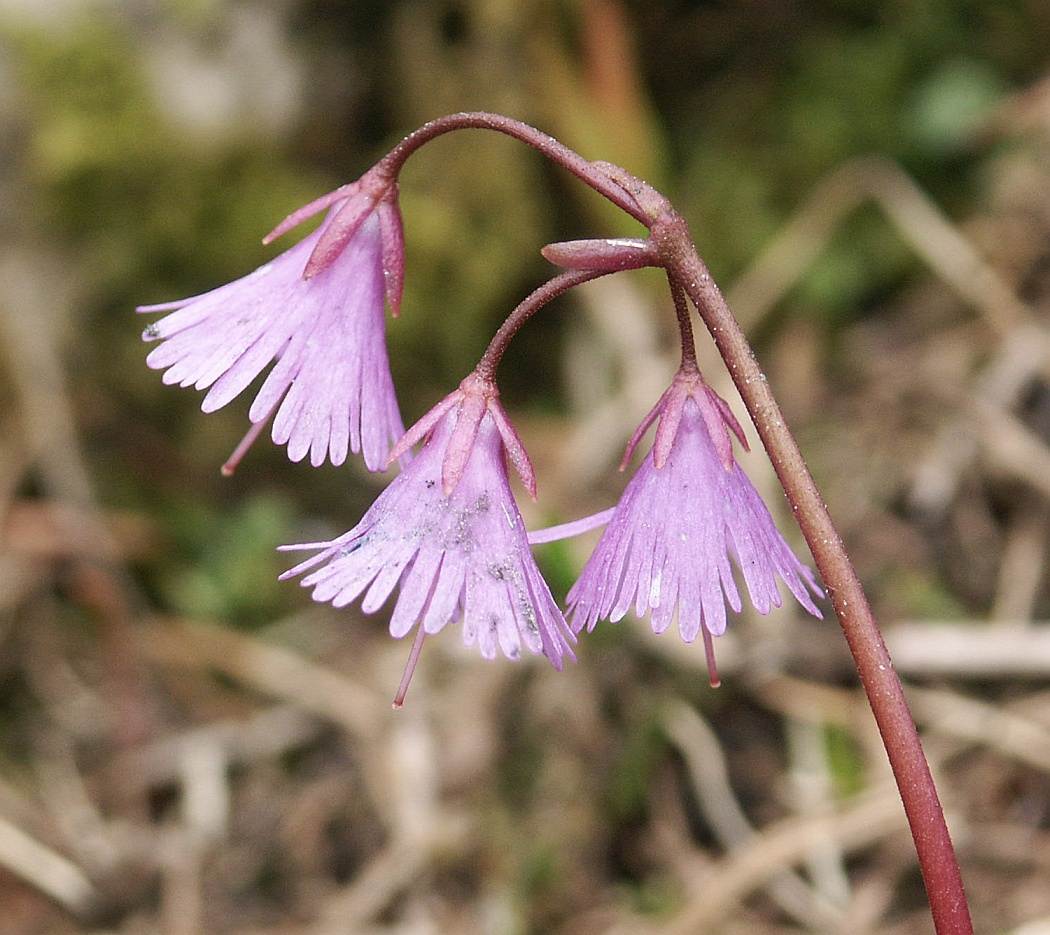
Soldanella alpina dans les environs de Berchtesgaden.
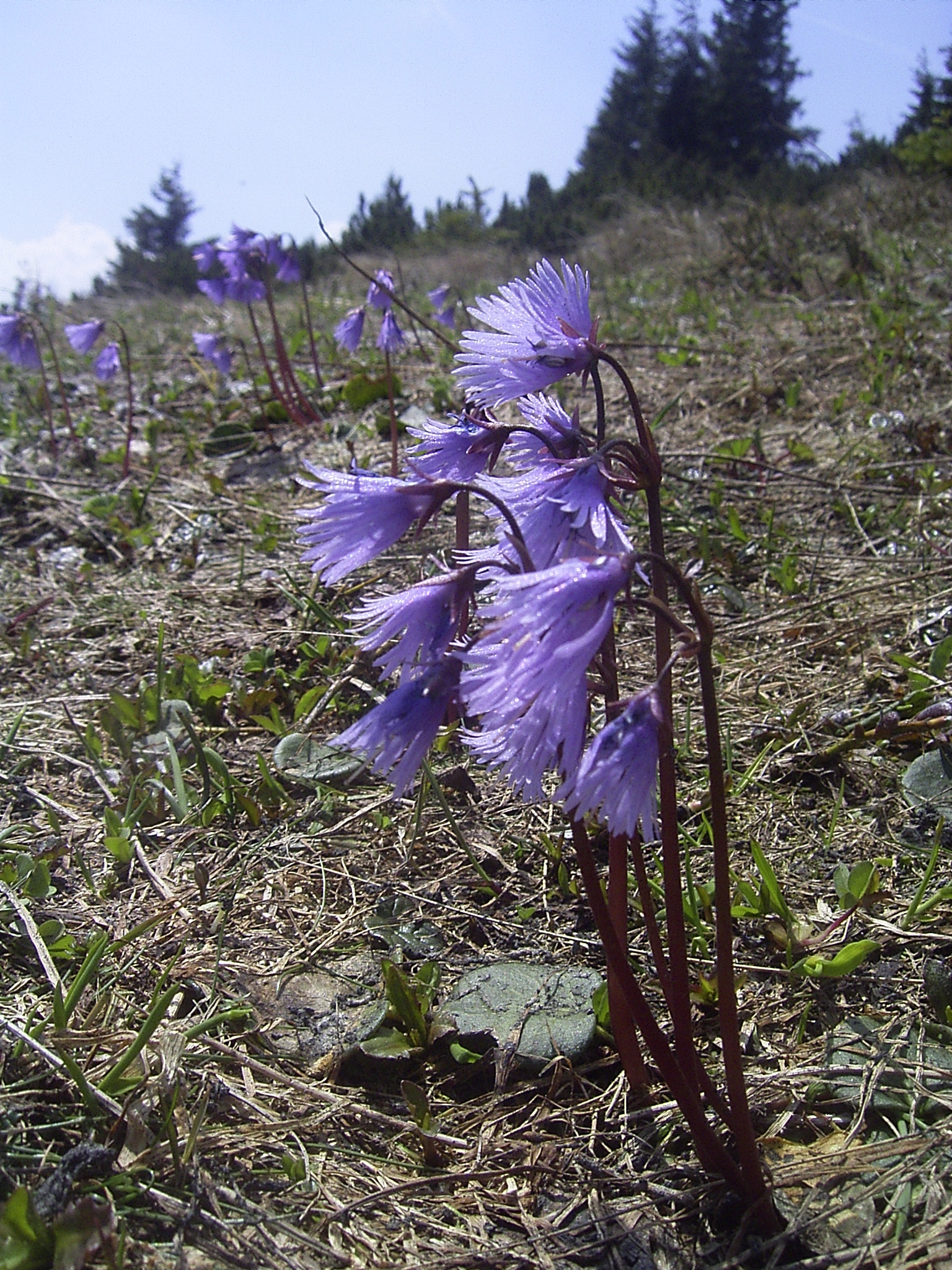
Soldanella alpina dans le Rax.

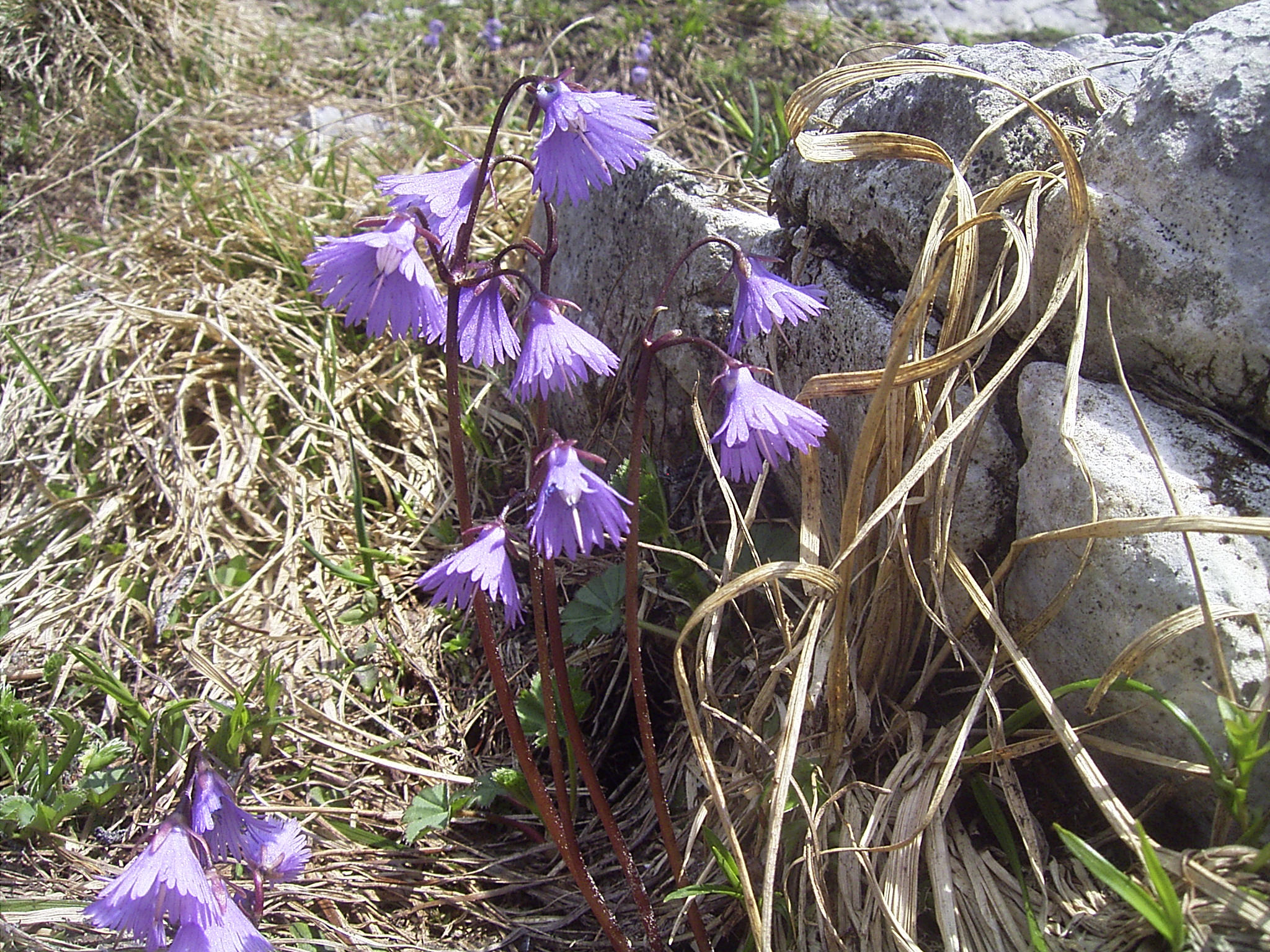
Soldanella alpina dans le Rax.
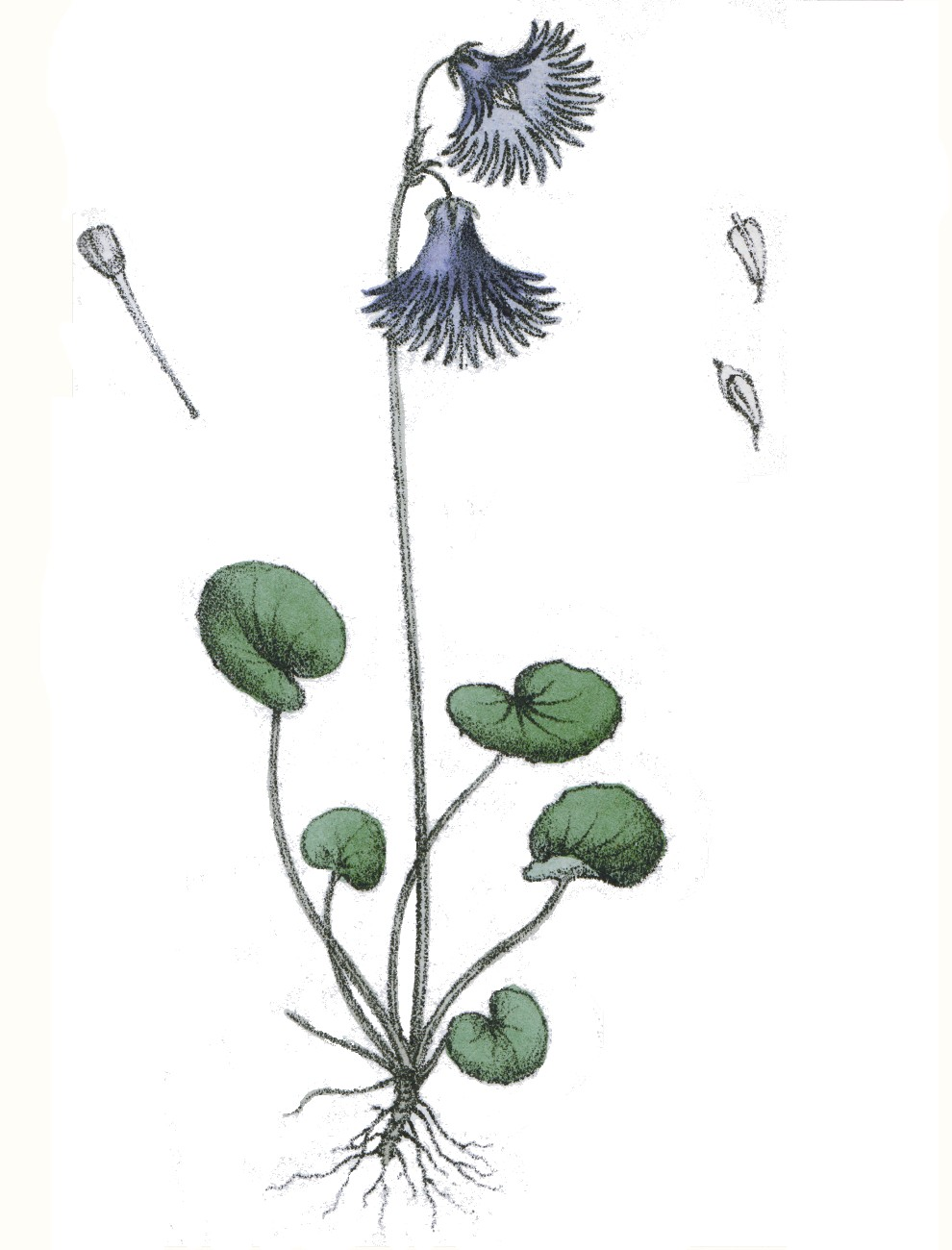
Planche du Dictionnaire des plantes suisses (1853).
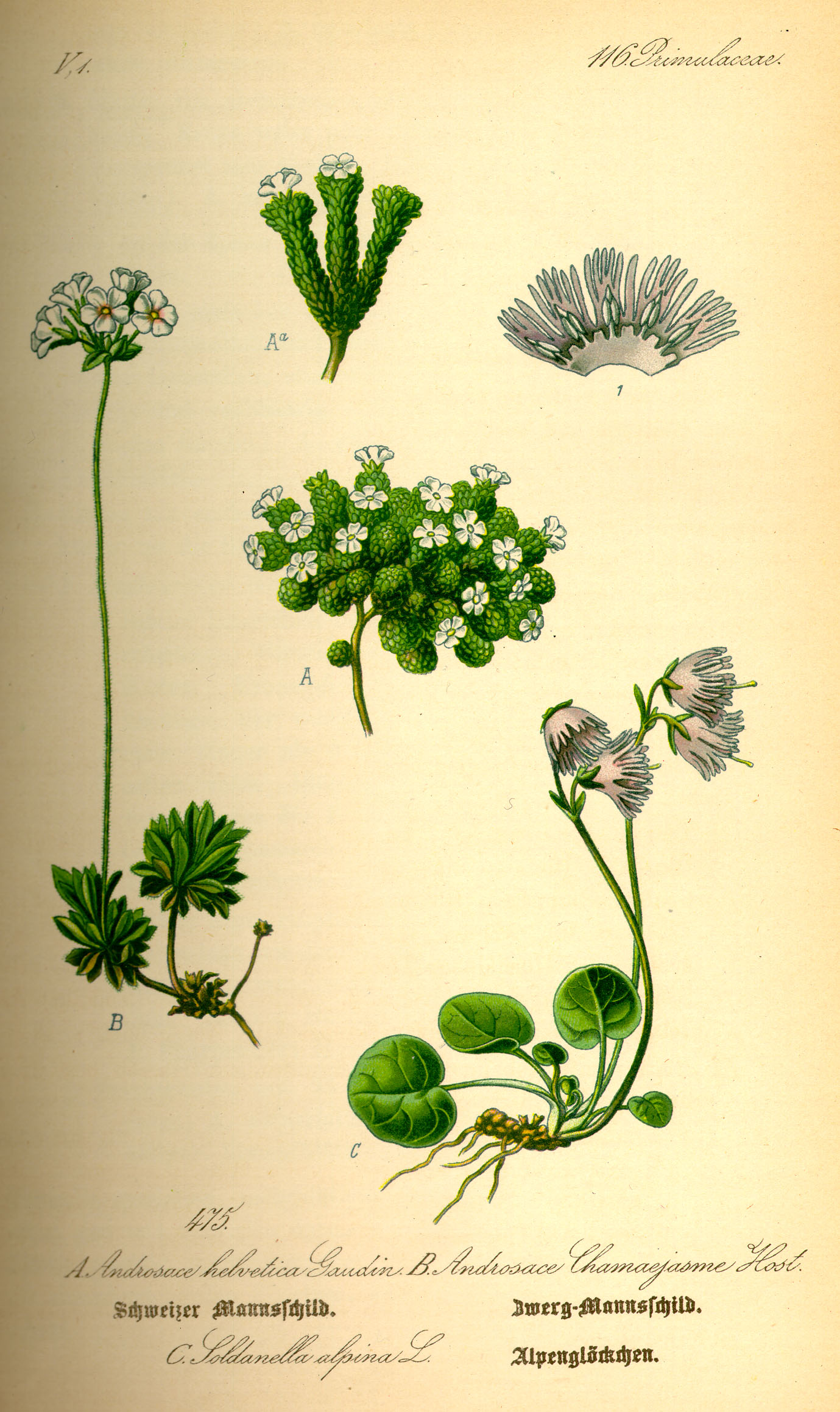
Planche de Flora von Deutschland, Österreich und der Schweiz (1885).

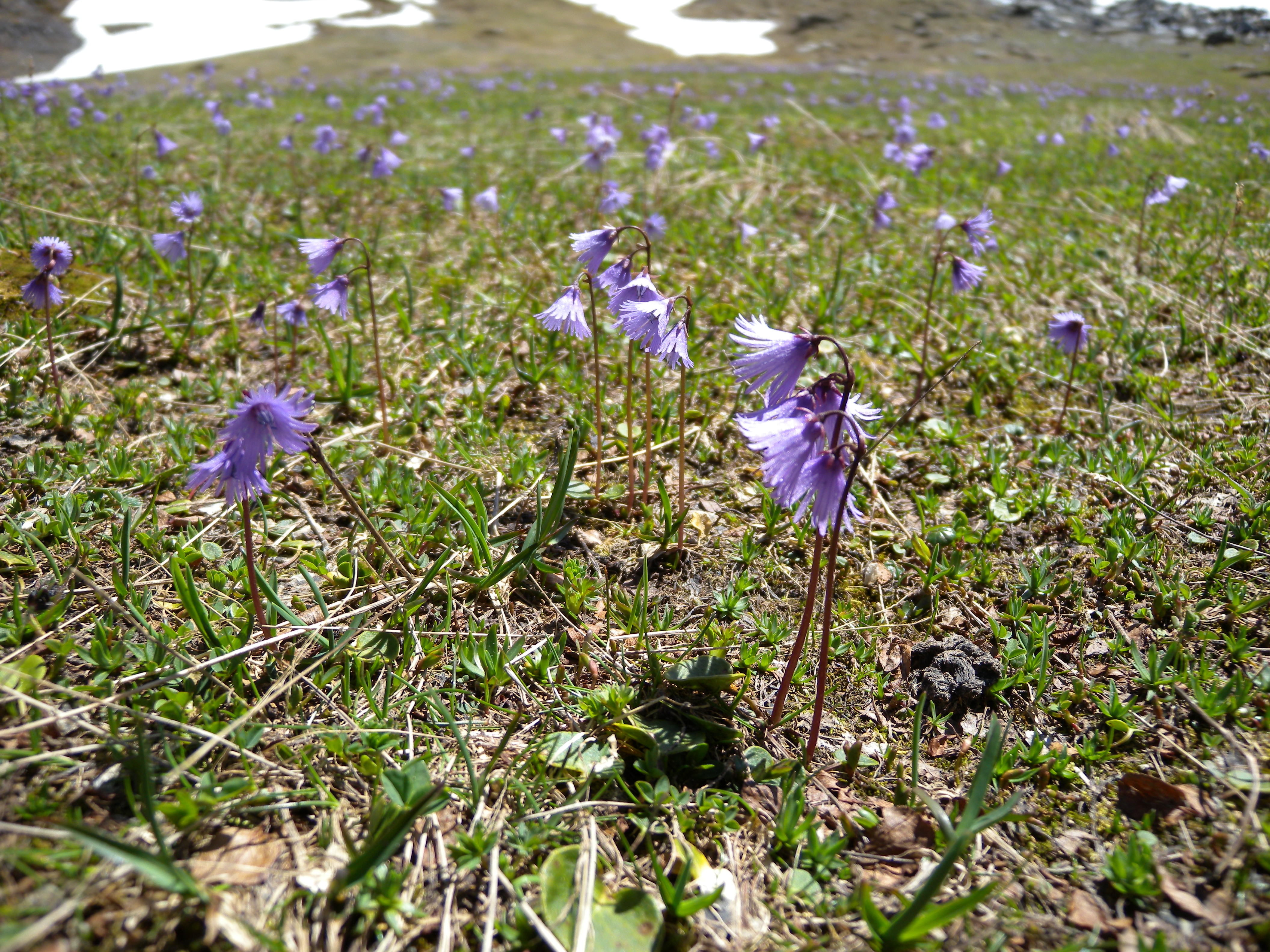
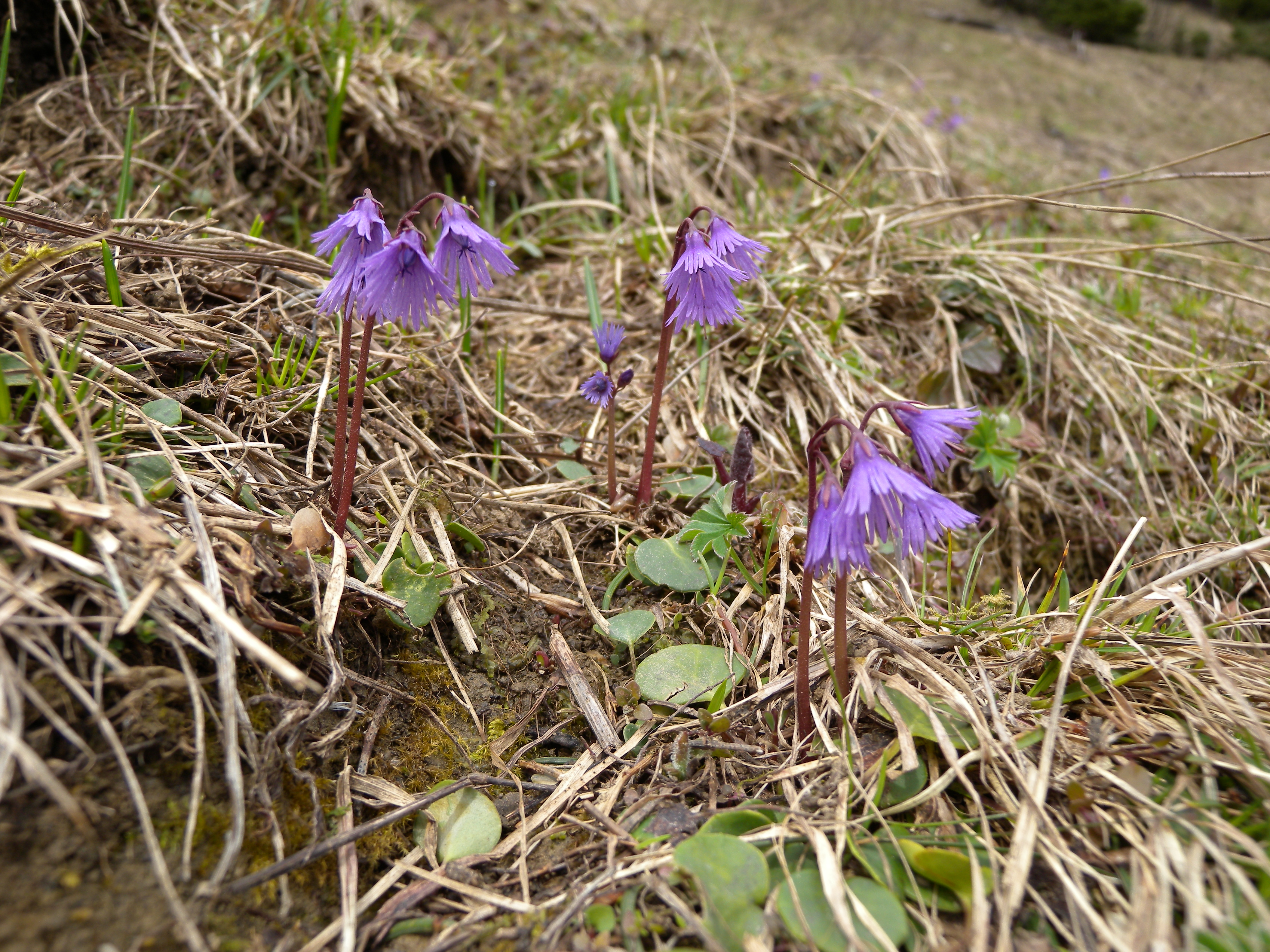
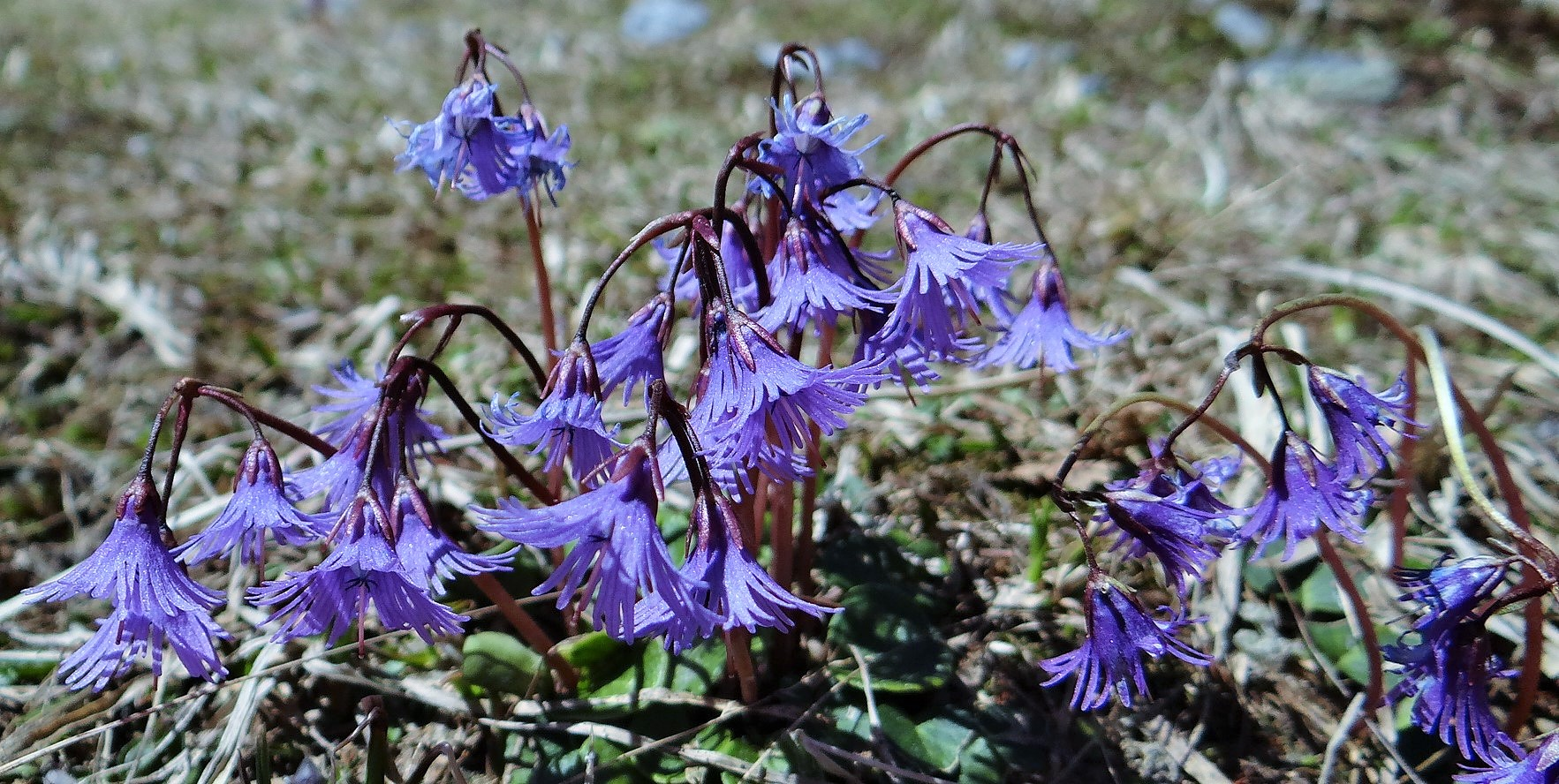